# Polyrhachis rossi
Polyrhachis rossi är en myrart som beskrevs av Horace Donisthorpe 1948. Polyrhachis rossi ingår i släktet Polyrhachis och familjen myror. Inga underarter finns listade i Catalogue of Life.

## Bildgalleri

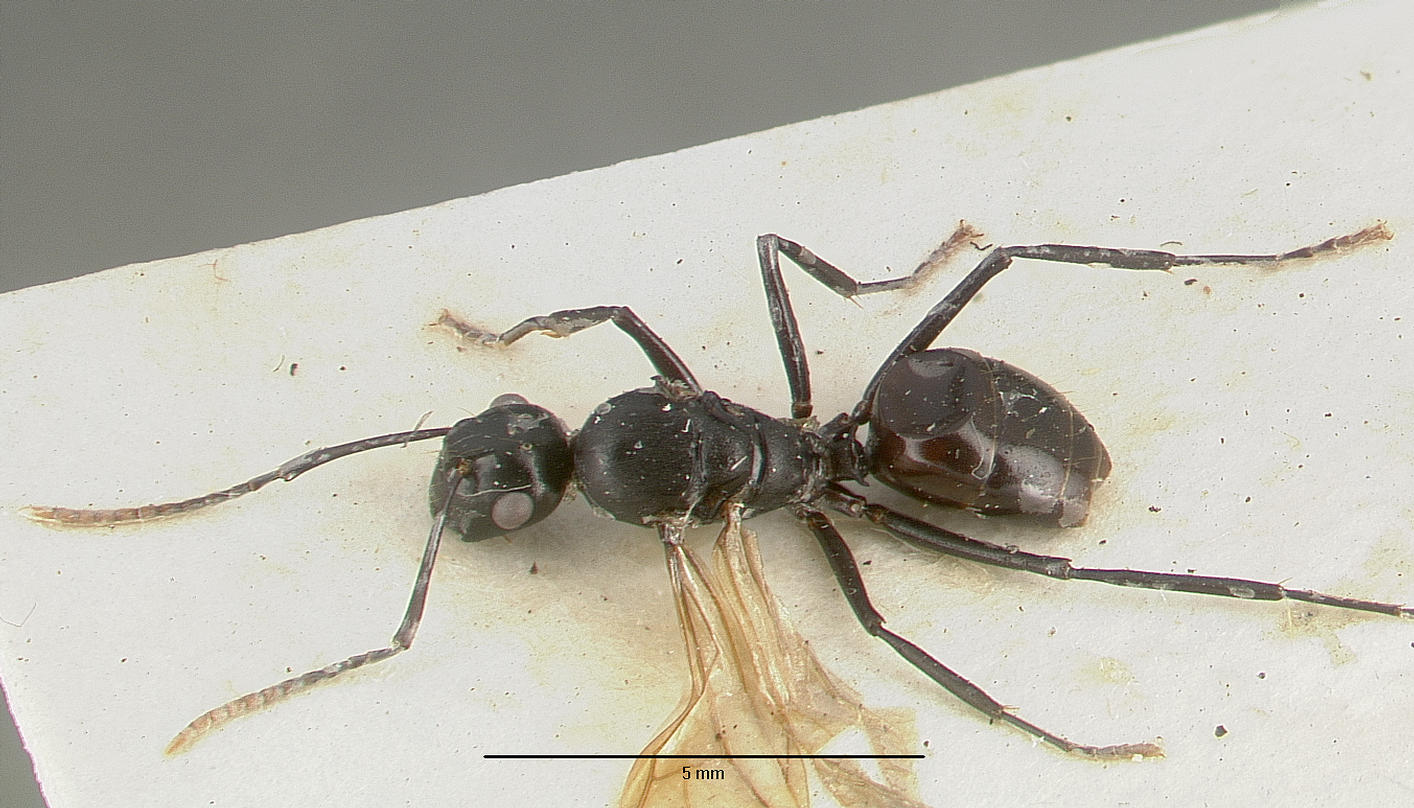
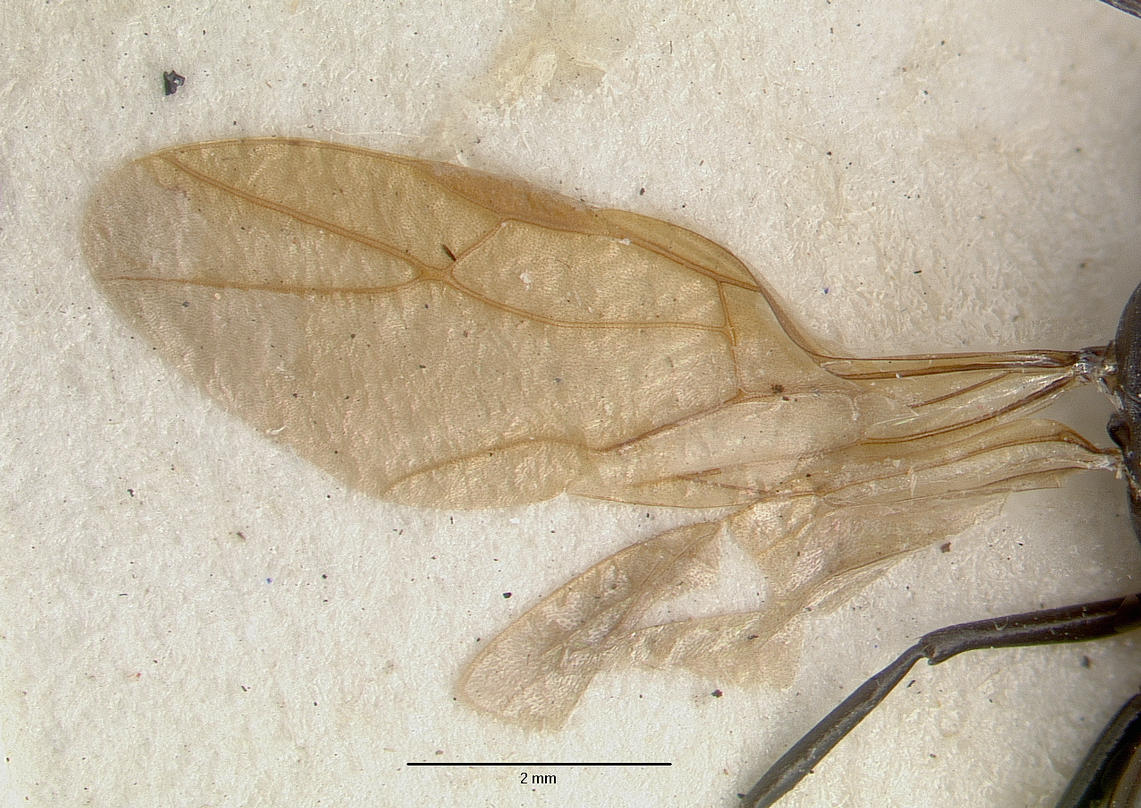
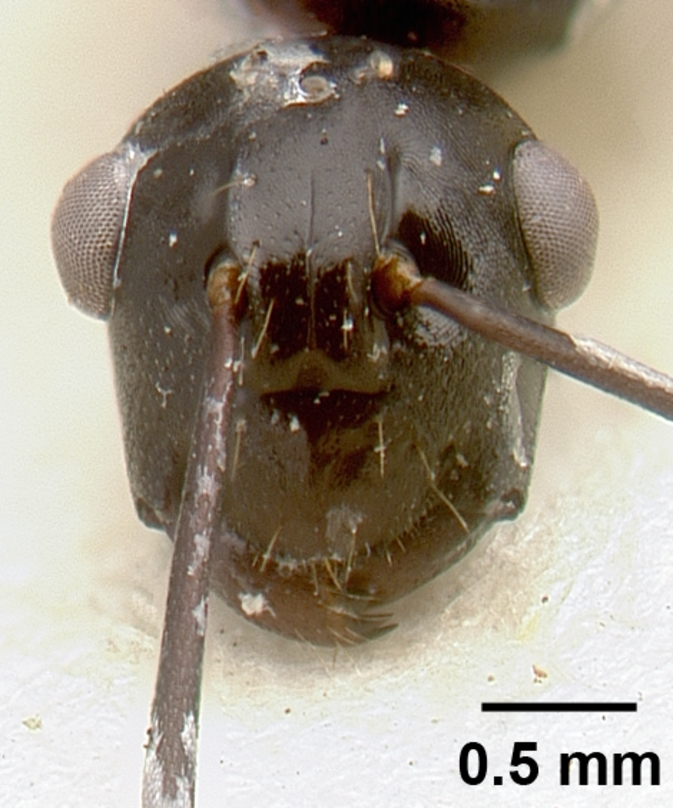
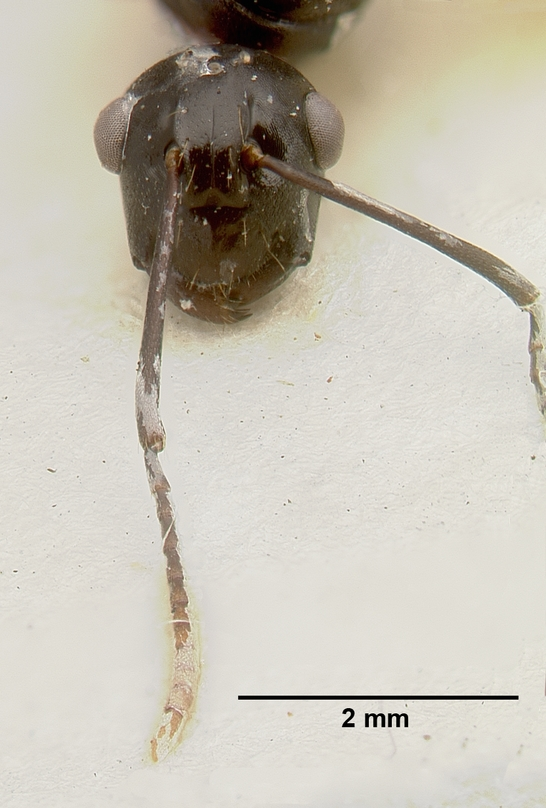
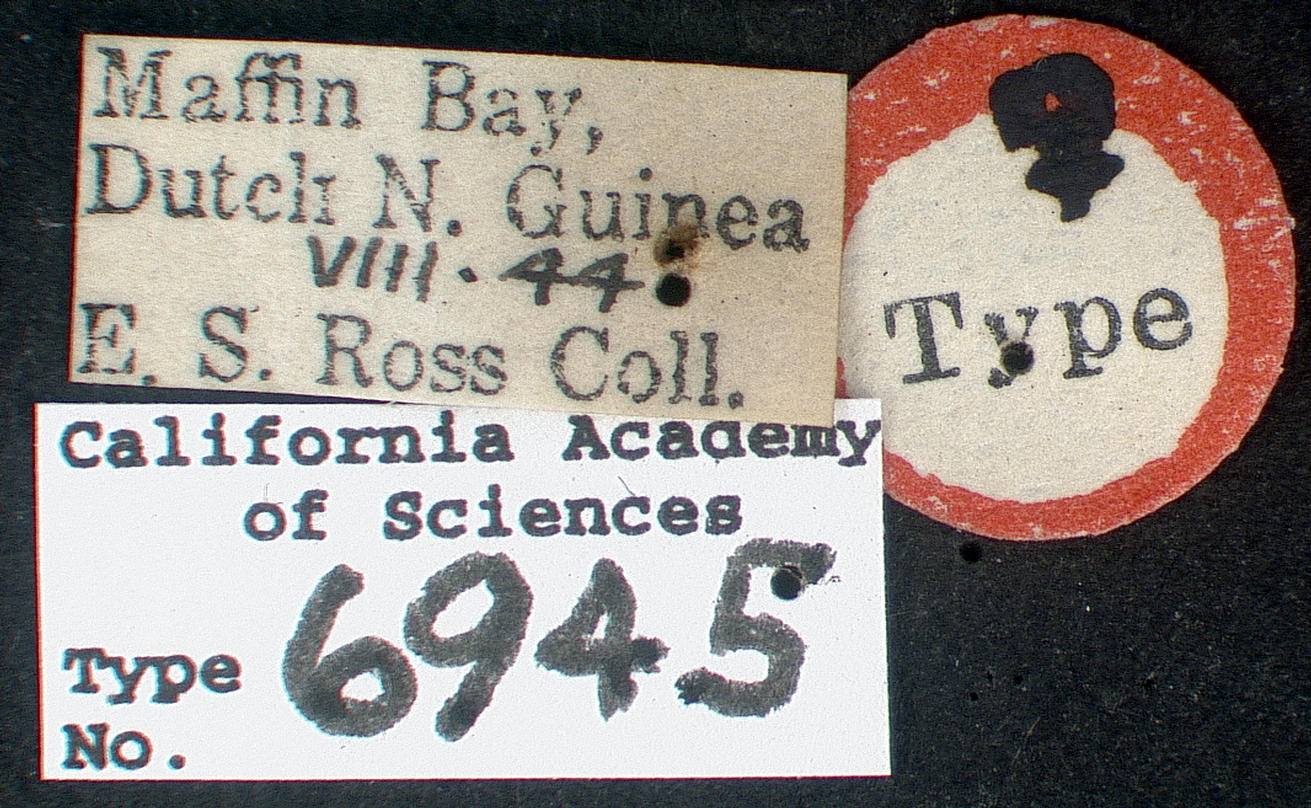
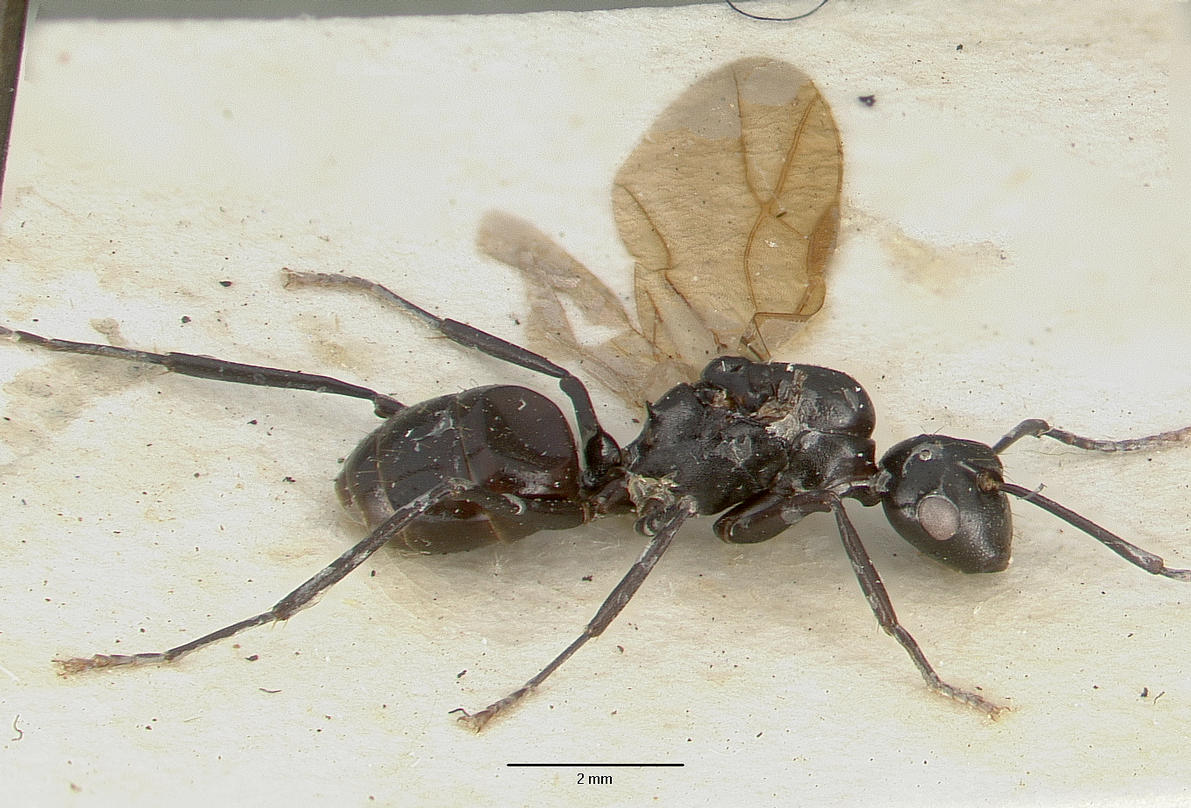